# Лавинио (Рим)
Лавинио је насеље у Италији у округу Рим, региону Лацио.
Према процени из 2011. у насељу је живело 10000 становника. Насеље се налази на надморској висини од 32 м.